# هاپمن کاپ
هاپمن کاپ (انگلیسی: Hopman Cup) مسابقات جام حذفی تیم‌های بین‌المللی داخلی هارد کورت است که به صورت سالانه در پرث، استرالیا غربی در اوایل ژانویه (گاهی در اواخر ماه دسامبر) برگزار شده‌است.